# 앤더슨다람쥐
앤더슨다람쥐(Callosciurus quinquestriatus)는 다람쥐과에 속하는 설치류의 일종이다. 중국과 미얀마에서 발견된다. 서식지 감소로 위협을 받고 있다. 2종의 아종이 알려져 있다.

## 아종
- C. q. quinqestriatus
- C. q. imarius